# Операция «Гладио»
Операция «Гладио» (от итал. Operazione Gladio, Операция «Меч») — наименование тайной операции НАТО после Второй мировой войны по дискредитации и вытеснению коммунистов из властных структур в европейских странах. Одним из способов стало создание сети так называемых «остающихся в тылу [противника]» (англ. stay-behind) военизированных организаций, предназначенных осуществлять сопротивление в случае вторжения стран Варшавского договора в Италию и другие западноевропейские страны, и вести диверсионно-партизанскую войну.
Хотя термин Gladio относится к организациям, созданным в Италии, это название неофициально используется зачастую для всех созданных в её рамках организаций в Западной Европе. Короткий римский меч (лат. gladius) был символом итальянской организации, в то время как международным символом был сыч.
В 1990 году премьер-министр Италии Джулио Андреотти признал существование «Гладио». В это же время судья Фелис Кассон смог доказать, что исполнителем террористического акта в Петеано в 1972 году, который приписывали активистам крайне левых группировок, был Винченцо Винчигерра, являвшийся членом неофашистской группировки Ordine Nuovo. Винчигерра сообщил, что совершил теракт в Петеано при помощи спецслужб Италии и рассказал о «Гладио», в том числе о том, что у этой «секретной армии», контролируемой НАТО, есть подразделения по всей Европе. Когда эта информация стала известна, то в Италии разразился политический кризис. В Италии, а также в Швейцарии и Бельгии были опубликованы доклады с результатами расследования о «секретных армиях». В 1990 году Европейский парламент принял резолюцию о «Гладио», в которой признал, что спецслужбы ряда государств (или их сотрудники без ведома их руководства) были вовлечены в террористическую деятельность.
Бывший директор ЦРУ Уильям Колби назвал операцию «важнейшей программой». Существование операции «Гладио» официально было признано правительствами вовлечённых в операцию стран. При этом американское правительство отрицает обвинения в организации терроризма.